# Nationaal park Rinyirru (Lakefield)
Het nationaal park Rinyirru (Lakefield) (Engels: Rinyirru (Lakefield) National Park) is een nationaal park in de Australische deelstaat Queensland en ligt 1707 kilometer ten noordwesten van Brisbane. Het park is het op een na grootste van Queensland en is een populaire plaats om te kamperen of vissen. Over de weg is het park bereikbaar via Cooktown of Laura.
Het park ligt erg afgelegen en bezoekers wordt aangeraden om voldoende voedsel en brandstof mee te nemen vóór het vertrek uit Cooktown of Laura.
In het park bevinden zich twee parkwachterstations die in geval van nood hulp kunnen bieden. Door het park loopt een onverharde weg, die gedurende het grootste deel van het regenseizoen ontoegankelijk is (ongeveer van december tot april-mei). In het park zijn diverse kampeerterreinen.
Alton · 
Astrebla Downs · 
Auburn River · 
Barnard Island Group · 
Barron Gorge · 
Bendidee · 
Blackbraes · 
Blackdown Tableland · 
Blackwood · 
Bladensburg · 
Blue Lake · 
Bowling Green Bay · 
Brampton Islands · 
Bribie Island · 
Broad Sound Islands · 
Brook Islands · 
Bulleringa · 
Bunya Mountains · 
Burleigh Head · 
Burrum Coast · 
Byfield · 
Camooweal Caves · 
Cania Gorge · 
Cape Hillsborough · 
Cape Melville · 
Cape Palmerston · 
Cape Upstart · 
Capricorn Coast · 
Capricornia Cays · 
Carnarvon · 
Castle Tower · 
Cedar Bay · 
Chesterton Range · 
Chillagoe-Mungana Caves · 
Claremont Isles · 
Cliff Island · 
Clump Mountain · 
Coalstoun Lakes · 
Conondale · 
Conway · 
Crater Lakes · 
Crows Nest · 
Cudmore · 
Culgoa Floodplain · 
Currawinya · 
Curtis Island · 
D'Aguilar Range · 
Daintree · 
Dalrymple · 
Davies Creek · 
Deepwater · 
Denham Group · 
Diamantina · 
Dipperu · 
Dryander · 
Dularcha · 
Edmund Kennedy · 
Ella Bay · 
Endeavour River · 
Epping Forest · 
Erringibba Inlet · 
Eubenangee Swamp · 
Eudlo Creek · 
Eungella · 
Eurimbula · 
Expedition · 
Fairlies Knob · 
Family Islands · 
Ferntree Creek · 
Fitzroy Island · 
Flinders Group · 
Forbes Islands · 
Forest Den · 
Fort Lytton · 
Forty Mile Scrub · 
Frankland Group · 
Freshwater · 
Girraween · 
Glass House Mountains · 
Gloucester Island · 
Goneaway · 
Goodedulla · 
Goodnight Scrub · 
Goold Island · 
Great Basalt Wall · 
Great Sandy · 
Green Island · 
Grey Peaks · 
Halifax Bay Wetlands · 
Hann Tableland · 
Hasties Swamp · 
Hell Hole Gorge · 
Hinchinbrook Island · 
Holbourne Island · 
Homevale · 
Hope Islands · 
Howick Group · 
Hull River · 
Idalia · 
Iron Range · 
Isla Gorge · 
Japoon · 
Jardine River · 
Junee · 
Kalkajaka · 
Keppel Bay Islands · 
Kondalilla · 
Kroombit Tops · 
Kurrimine Beach · 
Lake Bindegolly · 
Lakefield · 
Lamington · 
Lawn Hill · 
Lindeman Islands · 
Littabella · 
Lizard Island · 
Lochern · 
Lumholtz · 
Magnetic Island · 
Main Range · 
Mapleton Falls · 
Maria Creek · 
Mariala · 
Mazeppa · 
Michaelmas and Upolu Cays · 
Millstream Falls · 
Minerva Hills · 
Mitchell-Alice Rivers · 
Molle Islands · 
Moogerah Peaks · 
Mooloolah River · 
Moorrinya · 
Moresby Range · 
Moreton Island · 
Mount Aberdeen · 
Mount Archer · 
Mount Barney · 
Mount Bauple · 
Mount Chinghee · 
Mount Colosseum · 
Mount Cook · 
Mount Coolum · 
Mount Etna Caves · 
Mount Hypipamee · 
Mount Jim Crow · 
Mount Martin · 
Mount OConnell · 
Mount Ossa · 
Mount Pinbarren · 
Mount Walsh · 
Mount Webb · 
Mowbray · 
Mungkan Kandju · 
Narrien Range · 
Newry Islands · 
Nicoll Scrub · 
Noosa · 
Northumberland Islands · 
Nuga Nuga · 
Orpheus Island · 
Palmerston Rocks · 
Palmgrove · 
Paluma Range · 
Peak Range · 
Percy Isles · 
Pioneer Peaks · 
Pipeclay · 
Piper Islands · 
Poona · 
Porcupine Gorge · 
Possession Island · 
Precipice · 
Quoin Island · 
Ravensbourne · 
Reliance Creek · 
Repulse Islands · 
Restoration Island · 
Round Top Island · 
Rundle Range · 
Russell River · 
Sandbanks · 
Sarabah · 
Saunders Islands · 
Simpson Desert · 
Sir Charles Hardy Group · 
Smith Islands · 
Snake Range · 
South Cumberland Islands · 
Southern Moreton Bay Islands · 
Southwood · 
Springbrook · 
St Helena Island · 
Staaten River · 
Starcke · 
Sundown · 
Sundown Barney · 
Swain Reefs · 
Tamborine · 
Tarong Mountains · 
Taunton · 
The Palms · 
Three Islands Group · 
Thrushton · 
Topaz Road · 
Tregole · 
Triunia · 
Tully Gorge · 
Turtle Group · 
Undara Volcanic · 
Venman Bushland · 
Welford · 
West Hill · 
White Mountains · 
Whitsunday Islands · 
Wild Cattle Island · 
Wondul Range · 
Wooroonooran · 
Yungaburra
Nationale parken in: AUS · NSW · NT · QLD · SA · TAS · VIC · WA